# Fratelli Amoretti
Amoretti (San Pancrazio Parmense, XVIII secolo – XIX secolo) sono una famiglia di incisori, tipografi, meccanici e fabbri del Ducato di Parma e Piacenza. Furono allievi e amici del tipografo Giambattista Bodoni, coautori dell'omonimo carattere, dal quale si staccarono nel 1791 per fondare in proprio una tipografia e una getteria di caratteri da stampa.

## La collaborazione con Giambattista Bodoni
Al tempo della venuta di Bodoni a Parma (1768), i componenti della famiglia Amoretti esercitavano il mestiere di fabbri e meccanici nella nativa San Pancrazio da diverse generazioni. La loro abilità era già ben nota al Primo Ministro del Ducato di Parma e Piacenza, Guillaume du Tillot, che commissionò a Pancrazio Amoretti un telaio per fondere palle da cannone per l'artiglieria ducale e ne triplicò il compenso, dato l'esito particolarmente soddisfacente dell'opera.
Nel 1774 i fratelli Pancrazio e Giacomo ricevettero da Bodoni un'ordinazione di forme in acciaio per "gettare" caratteri mobili in metallo, dato che quelle in ottone che il tipografo aveva fatto realizzare da un orologiaio perdevano precisione troppo velocemente.
L'incarico che il ministro Du Tillot stipulò con Bodoni prevedeva anche che costui formasse degli allievi nell'arte tipografica.
Notando il tipografo l'abilità fabbrile di Giacomo, gli propose di incidere i punzoni dell'edizione Epithalamia exoticis linguis reddita, componimento poetico in onore delle nozze di Carlo Emanuele di Savoia con Maria Clotilde di Francia, reso in latino e in 25 lingue esotiche.
Andrea Amoretti, primogenito di Pancrazio, lavorò con lo zio Giacomo nella getteria bodoniana e ne incise autonomamente gran parte dei punzoni, tra cui il carattere "Parma", il più piccolo corpo mai proposto da Bodoni.
Non solo collaborazione professionale, l'amicizia tra Bodoni e gli Amoretti è testimoniata dal carteggio tra Giambattista e il fratello Giuseppe, presente nella Biblioteca Palatina di Parma.

## Il dissidio con Bodoni
Nel 1791 il duca di Parma diede il permesso a Bodoni di aprire una stamperia privata e il tipografo si rivolse agli Amoretti per la fabbricazione dei torchi, dei punzoni e dei caratteri per la sua splendida edizione delle Odi di Orazio.
Tuttavia a Parma circolavano voci insistenti a favore dell'originalità della produzione degli Amoretti: l'abate Andrea Mazza, ex bibliotecario del Duca di Parma, nel carteggio con Girolamo Tiraboschi, bibliotecario del duca di Modena, assegnò agli Amoretti un contributo attivo alla formazione del carattere Bodoni e alla bellezza della stampa bodoniana dell'Orazio: "Fui io pure nella credenza, che i nostri fratelli [Giacomo e Pancrazio Amoretti] e i figli loro [don Andrea e i fratelli] punzonisti non fossero che meri esecutori dei disegni [di Bodoni], e all'inizio veramente andava così, quantunque allora ancora l'ultima perfezione fosse loro. Ma da che i caratteri del divin Tipografo hanno destato a gelosia le stelle devesene proprio ripetere tutto il merito agli artefici."
Gli studiosi ritengono che gli Amoretti chiesero a Bodoni un riconoscimento del proprio lavoro, probabilmente con l'indicazione sulle sue stampe della loro paternità dei caratteri, e quando egli rifiutò essi si sentirono traditi dal maestro e si staccarono da lui, aprendo di nascosto e col supporto di parte della corte ducale, cui Bodoni era inviso, una getteria e una stamperia "co' caratteri dei Fratelli Amoretti" nell'officina di famiglia a San Pancrazio.
Quando seppe della getteria e della tipografia degli Amoretti, passati da allievi a concorrenti, Bodoni si adirò tantissimo e tra reciproche accuse di tradimento si consumò il cosiddetto dissidio tra di loro.
Nel presunto testamento di Giuseppe Bodoni, scritto a Saluzzo il 3 settembre 1815, si legge: "Se il dottore rispondesse di sì, e adducesse per ragione che il mio fratello (Giambattista) è stato quello che ha fatto i caratteri li si risponderà che Bodoni non ha intagliato verun carattere. Chi ha preparato tutti i pezzi d'acciajo per fare i punzoni è stato Pancrazio e Giacomo Amoretti; D. Andrea Amoretti gli ha intagliati; l'ajutante Giacomo Amoretti gli ha temperati, ha battuto le matrici e le ha giustificate; e Pietro Amoretti è stato quello che ha fatto le forme per tutte le gradazioni de' caratteri".

## L'officina sotto la guida di don Andrea

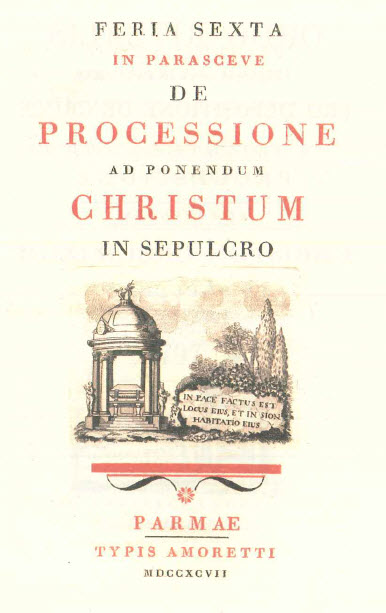
Feria Sexta, Typis Amoretti, 1797

Dal 1791 al 1795 la famiglia Amoretti (ossia i fratelli Pancrazio, Giacomo e Francesco e i figli del primo, i cosiddetti fratelli Amoretti Andrea, Giovanni, Pietro e Vittorino) costruì tutti gli attrezzi d'officina necessari alla stampa e alla produzione di caratteri e realizzò i punzoni del proprio alfabeto.
L'attività tipografica degli Amoretti iniziò nel 1795 con il sonetto La Tipografia, da loro dedicato al duca di Parma Ferdinando I di Borbone, un altro dedicato ad Adeodato Turchi, vescovo di Parma, in occasione della sua visita all'officina a San Pancrazio, e altri sonetti volanti.
Nel 1796 pubblicarono le Orazioni Funebri e Discorso sul Segreto Politico del Turchi, così simili alle edizioni bodoniane da essere scambiate per tali anche da occhi esperti.
È del 1797 il Feria Sexta in parasceve de processione ad ponendum Christum in sepulcro, libro musicale stampato in rosso e nero.
Le stampe erano sempre pubblicate con la dicitura "co' caratteri de' Fratelli Amoretti" oppure "Typis Amoretti" e si diffuse presto in Italia la notizia dell'apertura di questa nuova officina, gestita dall'incisore dei caratteri bodoniani (don Andrea) e che ricevette ordinazioni da Parma, Pisa, Genova, Firenze, Livorno, Montefiascone e Bologna, grazie all'eleganza dei caratteri e, rispetto a quelli bodoniani, alla maggiore durevolezza.
Tra il 1797 e il 1799 Bodoni e gli Amoretti furono diretti concorrenti per le forniture alla Tipografia Nazionale di Milano. Allorché alla guida della tipografia governativa era Lorenzo Manini, gli Amoretti rivaleggiarono alla pari con Bodoni, ricevendo cospicue ordinazioni di caratteri e torchi per la stampa. Sotto la successiva direzione di Giambattista Locatelli, fu invece il saluzzese ad aggiudicarsi la maggior quota delle richieste di caratteri.
Il capolavoro della tipografia Amoretti sono i Sonetti su l'Armonia di Angelo Mazza, del 1801, dedicati a Ludovico I di Borbone, nominato re dell'Etruria da Napoleone Bonaparte.
Nel 1802 il duca di Parma Ferdinando I morì in circostanze dubbie e il Ducato fu di fatto sottoposto al governo francese. Avendo perso l'appoggio politico del partito parmigiano e conservatore, la produzione editoriale degli Amoretti a Parma cessò con l'ultimo volume della serie delle opere del Boccaccio.
Da quel momento, grande fortuna ebbe invece il filone toscano con le co-edizioni dei classici italiani (Dante Alighieri, Francesco Petrarca, Angelo Poliziano, Torquato Tasso) stampate in foglio tra il 1804 e il 1808 dal prof. Giovanni Rosini, coi caratteri degli Amoretti, nella Tipografia della Società Letteraria di Pisa, da segnalarsi per il lusso tipografico, l'esattezza del testo e i ritratti degli autori, incisi da Raffaello Morghen.

## La fonderia sotto la guida di Francesco

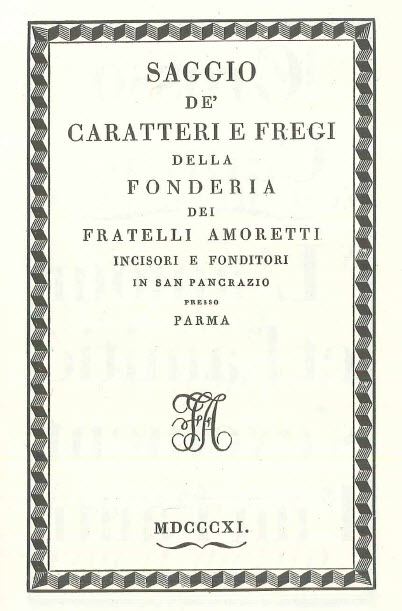
Manuale tipografico dei Fratelli Amoretti, 1811

Alla morte di don Andrea, avvenuta nel 1807, la direzione dell'officina fu assunta da Francesco Amoretti. Gli affari per la vendita dei caratteri e degli strumenti tipografici (torchi, forme, matrici, mollette, compositori, ecc.) prosperavano, come testimoniano le relazioni che i funzionari imperiali francesi inviavano a Parigi riguardo alle attività produttive del dipartimento del Taro.
Nel 1811 fu pubblicato il Saggio de' caratteri e fregi della fonderia dei fratelli Amoretti incisori e fonditori in San Pancrazio presso Parma, che contiene più di 1300 diversi fregi e caratteri, a cui si aggiunsero dopo pochi anni i fregi del Saggio de' fregi della fonderia de' fratelli Amoretti.
Il saggio raccoglie l'opera di Don Andrea, "colonna della famiglia e dell'officina", come riportato sulla sua lapide tombale.

## Vittorino, il trasferimento a Bologna e l'epilogo
Nel 1827 Vittorino rimase unico padrone dell'officina, che fu trasferita da San Pancrazio a Parma. Nel 1830 fu pubblicato il Nuovo saggio de' caratteri e fregi della fonderia dei fratelli Amoretti incisori e fonditori in Parma che illustra tutta la produzione di materiale tipografico. I moti del 1831 a Parma e gli allettanti inviti ricevuti dalle autorità pontificie indussero Vittorino a trasferire la fonderia a Bologna. L'attività tipografica proseguì a Bologna, essendo la Fonderia Amoretti affiancata alla Tipografia Sassi fino al 1845, anno della morte di Vittorino.
Il figlio Giuseppe resse la ditta fino al 1863, quando il genero Ferdinando Negroni fu chiamato a dirigerla e, restato unico proprietario nel 1880, le mutò definitivamente nome in ditta Negroni. L'azienda fu assorbita dalla società Nebiolo di Torino all'inizio del XX secolo e dismessa nel 1924.
Nella nativa San Pancrazio Parmense, sulla facciata della casa in cui aveva sede l'officina, si trova un'iscrizione del Prof. Umberto Benassi risalente al 1913, restaurata il 30 novembre 2013 dal Comitato per la Promozione di Iniziative Sociali e Culturali - San Pancrazio Parmense e dal Comune di Parma, in occasione del Bicentenario Bodoniano, che recita:
"In questa casa / ebbero l'officina e l'abitazione / gli Amoretti / valentissimi fabbri ferrai meccanici / fonditori di caratteri da stampa / Don Andrea / degno allievo punzonista ed emulo / del sommo Bodoni / creava qui dal 1795 al 1807 / tipi di rara bellezza / maestro ai fratelli Giovanni Pietro Vittorino / Giacomo / loro zio paterno / primo podestà di questo Comune / dal 23 marzo 1806 / pur esso egregio artefice di punzoni / qui costruiva orologi di precisione mirabile / il Comune e i cittadini vollero ricordate queste glorie precipue di San Pancrazio / MCMXIII"
Fino agli anni '70 l'intero tratto di via Emilia che attraversa il paese si chiamava "via Fratelli Amoretti".
Quando la strada fu chiamata via Emilia Nazionale, il nome originario fu trasferito al vicolo che porta dalla via Emilia al sagrato della chiesa parrocchiale.